# Forever Yours (Tim's 2016 Ibiza Version)
«Forever Yours (Tim's 2016 Ibiza Version)» es una canción del disc-jockey y productor sueco Avicii, con voces del cantante sueco Sandro Cavazza. La discográfica Pinguettes Recordings y Universal Music Sweden lanzaron el sencillo póstumamente el 14 de febrero de 2025. Otra versión de la canción había sido lanzada previamente en 2020 con producción adicional del DJ noruego Kygo. Avicii produjo esta versión en 2016, y la interpretó en sus últimos shows en vivo de ese mismo año. Tras el lanzamiento de los documentales Avicii – I'm Tim y Avicii – My Last Show en 2025, surgió una creciente demanda entre los fanáticos para que el sencillo fuera publicado. Para acompañar el lanzamiento, se publicó un video detrás de escenas de su producción en el canal de YouTube de Avicii.La canción incluye una interpolación de «Shape Of My Heart» de Sting, quien es acreditado como compositor.

## Antecedentes
Cavazza y Wessel presentaron por primera vez «Forever Yours» a Avicii en 2016 como un demo. Tras interesarse en la canción, Avicii comenzó a trabajar en la expansión del demo para convertirlo en una pista completa. Durante su Crowning Of Prince Liam Tour, Avicii trabajó en la canción en el valle de los monumentos antes de interpretar la primera versión en el Ultra Music Festival.Durante su gira de 2016, produjo una nueva versión, que principalmente tocó en sus residencias en Ibiza. Esta nueva versión permaneció inédita durante casi 9 años, hasta que apareció en el documental de Netflix Avicii - My Last Show. Tras esto, Avicii volvió a entrar en las listas de éxitos por primera vez desde su fallecimiento. Al ver la creciente demanda por nuevos lanzamientos, Pophouse Entertainment y el Tim Bergling Estate lanzaron oficialmente la canción el 14 de febrero de 2025.

## Recepción

### Comercial

#### Listas

##### Semanales
| Europa      |                         |    |       |
| Reino Unido | UK Singles Sales de OCC | 99 | [ 6 ] |